# Gubernatorzy Australii Południowej
Gubernator Australii Południowej (ang. Governor of South Australia) – formalnie najwyższe stanowisko polityczne w stanie Australia Południowa.
Urząd gubernatora narodził się wraz z powstaniem Australii Południowej jako kolonii brytyjskiej w 1836 roku. Początkowo gubernator dzierżył całą władzę polityczną w kolonii i był jej faktycznym dyktatorem. Począwszy od 1856, kiedy Australia Południowa uzyskała autonomię, jego rola ustrojowa zaczęła systematycznie słabnąć na rzecz parlamentu i odpowiedzialnego przed nim rządu z premierem na czele. Po powstaniu Związku Australijskiego w 1901 urząd ten został zachowany, jednak jego rola stawała się coraz bardziej ceremonialna.
Gubernator posiada obecnie kompetencje analogiczne do tych, jakimi dysponuje na szczeblu federalnym gubernator generalny Australii. Dwie najważniejsze z nich to powoływanie i odwoływanie premiera (którym w praktyce automatycznie zostaje lider największej partii w parlamencie stanowym) oraz skracanie kadencji parlamentu, którego dokonuje co do zasady wyłącznie na wniosek szefa rządu stanowego.
W Australii gubernatorzy stanów nie są w żaden sposób podlegli gubernatorowi generalnemu. Powołuje ich monarcha na wniosek rządu danego stanu i jedynie przed nim odpowiadają.

## Lista gubernatorów Australii Południowej

### Gubernatorzy kolonii brytyjskiej
| lp. | gubernator                       | od   | do   |
| --- | -------------------------------- | ---- | ---- |
| 1   | John Hindmarsh                   | 1836 | 1838 |
| 2   | George Gawler                    | 1838 | 1841 |
| 3   | George Edward Grey               | 1841 | 1845 |
| 4   | Frederick Robe                   | 1845 | 1848 |
| 5   | Henry Fox Young                  | 1848 | 1854 |
| 6   | Richard MacDonnell               | 1854 | 1862 |
| 7   | Dominick Daly                    | 1862 | 1868 |
| 8   | James Fergusson                  | 1869 | 1873 |
| 9   | Anthony Musgrave                 | 1873 | 1877 |
| 10  | William Jervois                  | 1877 | 1883 |
| 11  | William Cleaver Francis Robinson | 1883 | 1889 |
| 12  | Algernon Keith-Falconer          | 1889 | 1895 |
| 13  | Thomas Buxton                    | 1895 | 1899 |
| 14  | Hallam Tennyson                  | 1899 | 1900 |

### Gubernatorzy stanu Australii
| lp. | gubernator             | od   | do       |
| --- | ---------------------- | ---- | -------- |
| 14  | Hallam Tennyson        | 1901 | 1902     |
| 15  | George Le Hunte        | 1903 | 1909     |
| 16  | Day Bosanquet          | 1909 | 1914     |
| 17  | Henry Galway           | 1914 | 1920     |
| 18  | Archibald Weigall      | 1920 | 1922     |
| 19  | George Bridges         | 1922 | 1927     |
| 20  | Alexander Hore-Ruthven | 1928 | 1934     |
| 21  | Winston Dugan          | 1934 | 1939     |
| 22  | Malcolm Barclay-Harvey | 1939 | 1944     |
| 23  | Charles Norrie         | 1944 | 1952     |
| 24  | Robert George          | 1953 | 1960     |
| 25  | Edric Bastyan          | 1961 | 1968     |
| 26  | James Harrison         | 1968 | 1971     |
| 27  | Mark Oliphant          | 1971 | 1976     |
| 28  | Douglas Nicholls       | 1976 | 1977     |
| 29  | Keith Seaman           | 1977 | 1982     |
| 30  | Donald Dunstan         | 1982 | 1991     |
| 31  | Roma Mitchell          | 1991 | 1996     |
| 32  | Eric Neal              | 1996 | 2001     |
| 33  | Marjorie Jackson       | 2001 | 2007     |
| 34  | Kevin Scarce           | 2007 | 2014     |
| 35  | Hieu Van Le            | 2014 | urzęduje |